# Uroš Pavlovčič
Uroš Pavlovčič (né le 20 février 1972) est un ancien skieur alpin slovène.

## Coupe du Monde
- Meilleur classement final: 56e en 2001.
- Meilleur résultat: 3e.